# Pedro Dias de Campos

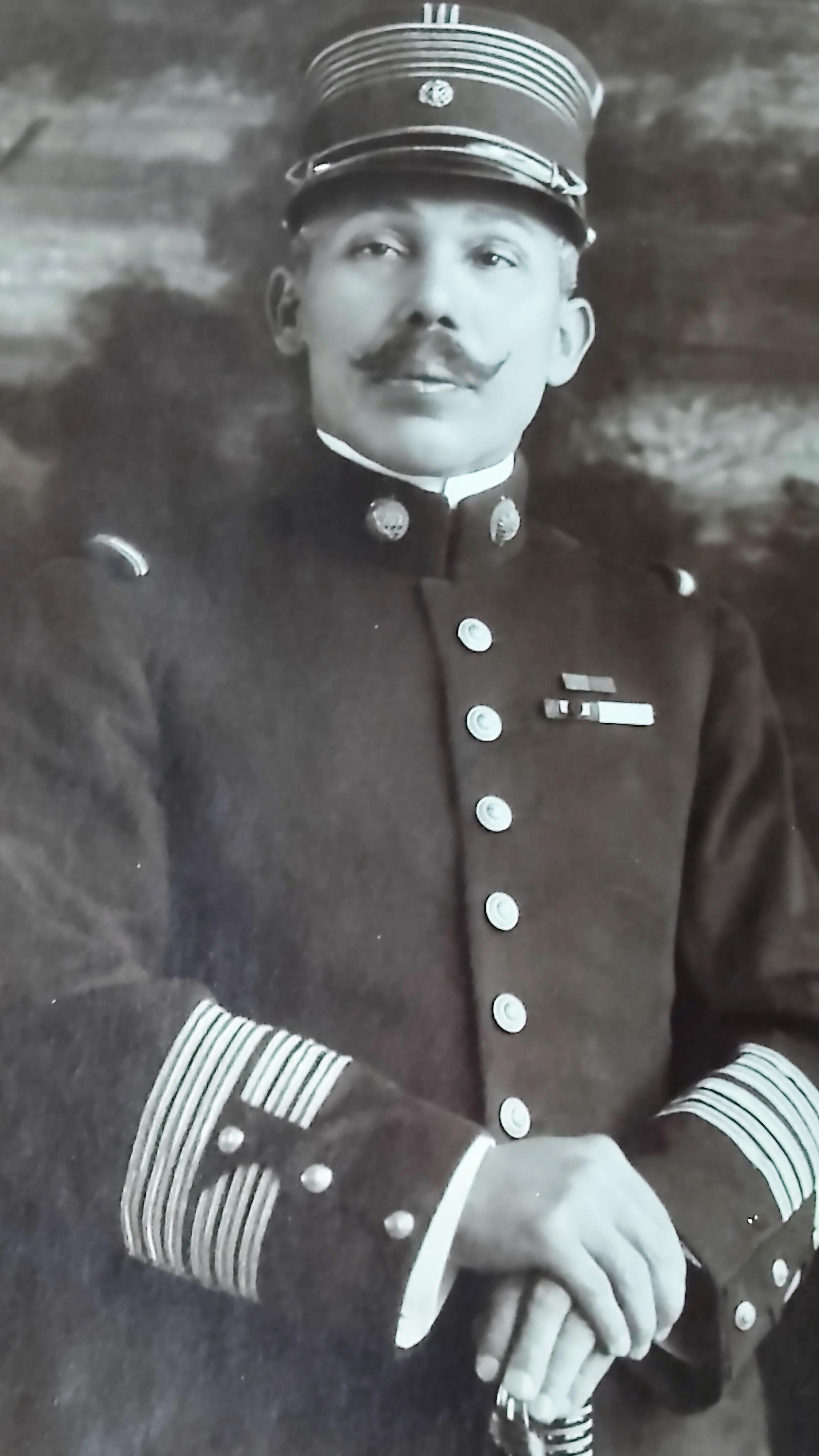
Cel. Pedro Dias de Campos

Pedro Dias de Campos (Araçoiaba da Serra, 29 de junho de 1873  — São Paulo, 5 de agosto de 1953) foi um coronel e comandante geral da Força Pública do Estado São Paulo.

## Biografia

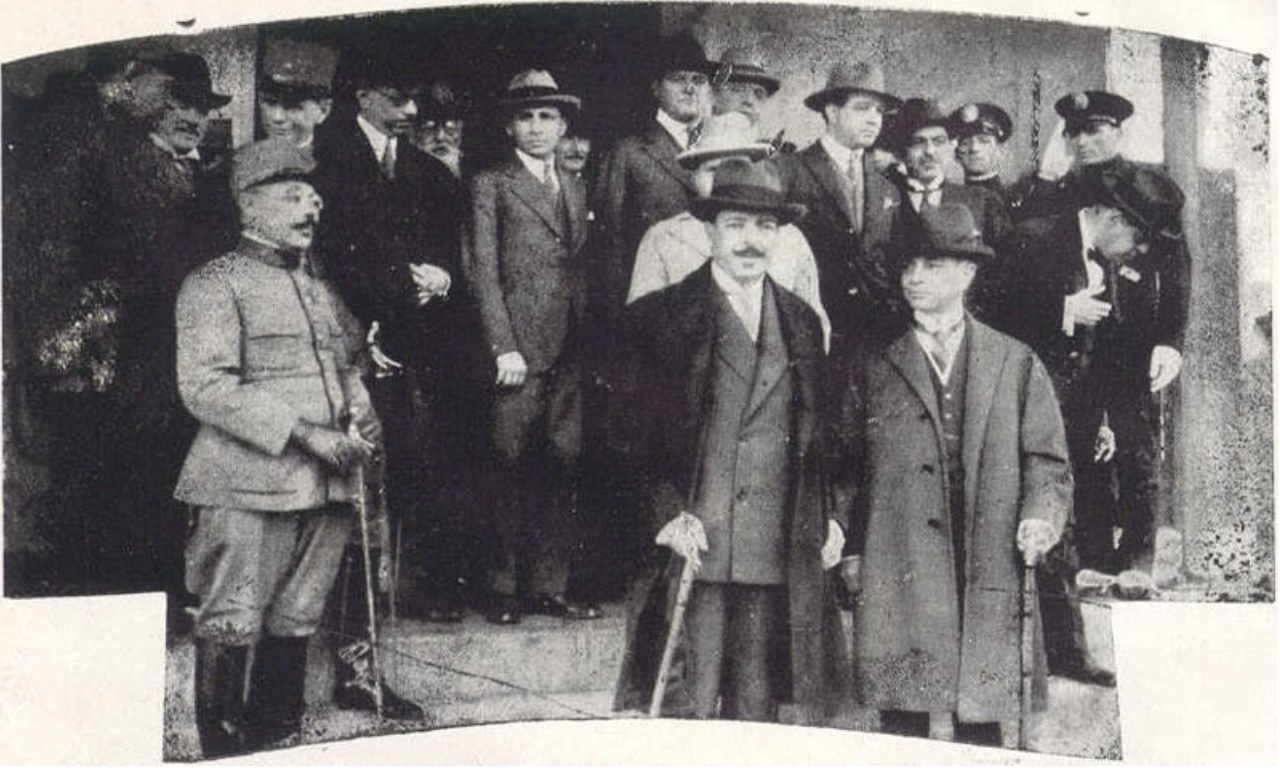
Da esquerda para a direita: o Coronel Pedro Dias de Campos (chefe da Força pública do Estado de São Paulo), o governador do estado Julio Prestes e o prefeito de São Paulo Pires do Rio, 1927.

Nasceu no dia 29 de junho de 1873, em Araçoiaba da Serra, então vila do município de Sorocaba, filho de Nicolau Dias de Campos e de Jesuína Maria de Moura. Era neto de índio, razão pela qual apresentava acentuados traços morfológicos dos autóctones. Ainda jovem, transferiu-se para Sorocaba, onde trabalhou para o industrial Francisco Matarazzo, o que favoreceu que iniciasse a vida ativa e seus estudos primários.
Em 5 de fevereiro de 1890, aos 16 anos, ingressou no então Corpo Policial Permanente de São Paulo, atual Polícia Militar do Estado de São Paulo, como soldado do 1º Batalhão. Passou por todos os graus hierárquicos do circulo dos Praças, chegando a sargento ajudante em apenas quatro anos. Entre 1892 e 1896 comandou os destacamentos de Piracicaba, Bragança Paulista, Nazaré, São Simão e Jundiaí. A despeito das missões que cumpriu nesse período, encontro tempo para dedicar-se aos estudos, frequentando cursos noturnos e, depois, estudante por conta própria. 
Em 1893, participou das operações militares contra a Revolta da Armada Brasileira no litoral paulista e contra a Revolução Federalista no Estado Paraná, onde participou da retomada de Curitiba, Lapa, Palmeiras, Porto Amazonas e União da Vitória.
Promovido a alferes em 1896, começou a se destacar, comandando missões de policiamento e como Instrutor.
Entusiasta da esgrima, esporte que, mais tarde, seria reconhecido como o introdutor na sua corporação e no Brasil. No quartel do 1º Batalhão, fundou a primeira Sala de Esgrima em São Paulo, sem ônus para o Governo do Estado. Anos depois criou o “Clube da Esgrima 7 de setembro”, a “Grande Associação de Esgrimistas”, o “Clube de Esgrima Masanielo Parise”, a “Escola de Esgrima de Espada, florete e Sabre”, responsável pelo treinamento de oficiais militares. Organizou ainda espetáculos com o fim de despertar na sociedade o gosto pelo esporte. Reconhecendo seus méritos, a Federação Carioca de Esgrima, em dezembro de 1936, inaugurou a fotografia do coronel Pedro Dias de Campos em sua sede e ofertou-lhe valiosa medalha de ouro com esta expressiva dedicatória: "ao introdutor da esgrima no Brasil", em elegante reunião sócio-esportiva realizada no Automóvel Clube do Rio de Janeiro.
Em 1902 foi promovido a 1º tenente, e designado a ajudante de ordens do Comandante Geral, permanecendo nessas funções até 1904, quando alcançou a patente de capitão.
Em novembro de 1904, participou da operação militar de pacificação do Rio de Janeiro durante a Revolta da Vacina, que teve repercussões em algumas guarnições militares na então capital federal.
Em 1905, participou da operação para conter a greve do Porto de Santos.
Como ajudante de ordens, serviu no 1º Batalhão de Infantaria, tendo sido um dos  primeiros oficiais escolhidos para assessorar a Missão Militar Francesa de Instrução da Força Pública.
Em 1907 foi promovido a major.
Em 1910 comandou a atuação contra os marinheiros sublevados na denominada Revolta da Chibata, liderados por João Cândido Felisberto.
Em 1912 foi promovido a tenente-coronel, deixando o 1º Batalhão para assumir o comando do 4º Batalhão de Infantaria.
Em 1913 viajou a estudos para a França, Alemanha e Itália. Na Europa, teve contato com o nascente movimento escotista. Entusiasmado com o movimento, foi um dos principais introdutores do escotismo no Brasil, tendo sido primeiro diretor técnico da Associação Paulista de Escoteiro, e ainda Presidente dessa entidade por vários anos, realizando trabalhos de tradução e organização dos primeiros manuais sobre o tema, obtendo o reconhecimento oficial do escotismo pelo governo do Estado de São Paulo. Publicou ao todo dez regulamentos de atividades escoteiras, os quais foram disseminados por vários Estados que praticavam tão salutar processo educacional.
Em 1917 participou da operação militar para conter surtos de anarquia e a violência na capital paulista, resultante da grande greve operaria.
Em julho de 1922 participou da expedição militar para debelar a denominada Sedição Militar do Mato Grosso, revolta ocorrida simultaneamente à Revolta dos 18 do Forte de Copacabana, na cidade do Rio de Janeiro.
Ao longo das décadas de 1910 e 1920, comandou os 1º, 2º e 4º Batalhões e o Corpo Escola.
Na Revolução de 1924, combateu os rebeldes, em defesa da ordem legal e do Presidente Estadual Carlos de Campos. Assumiu o comando da Força Pública, após a prisão do seu comandante geral, e coordenou a defesa da cidade de São Paulo. A sua ação à frente das forças legalistas, coordenada com as forças do Exército Federal, obrigou a retirada da zona urbana das forças rebeldes que, partindo rumo ao sertão, culminaram por organizar-se na Coluna Miguel Costa-Luis Carlos Prestes. Logo após o conflito de julho de 1924, foi promovido a coronel e efetivado no cargo de Comandante Geral da Força Pública. No final de 1924, o coronel Pedro Dias de Campos organizou três colunas para dar combate aos revoltosos: uma no Sul, uma no Nordeste e uma Brigada Mista, sob seu comando pessoal, que atuou em Goiás. A expedição militar por quase três anos percorreu diversos estados brasileiros no encalço dos revolucionários.
À frente do comando geral da sua corporação, dedicou-se à reorganização da corporação, cujo ponto culminante foi a fundação da Associação Cruz Azul de São Paulo em 28 de julho de 1926. O respeito obtido na sociedade paulistana permitiu que angariasse donativos e alistasse adeptos dessa ideia, lançando os fundamentos do atual complexo hospitalar Cruz Azul. Nesse posto acumulou uma série de realizações que modernizaram a então Força Pública: criou a Repartição do Material, atual Serviço de Intendência e Serviço de Material Bélico, erguendo edifícios funcionais; rearmamento da Força Pública; impulsionamento e desenvolvimento da Aviação Policial; construção dos quartéis de Itapetininga, Bauru e Presidente Wenceslau; construção do edifício próprio para a Caixa Beneficente da Milícia, ampliando as suas finalidades; criação da Beneficência da Cruz Azul de São Paulo, para prestar assistência aos familiares de seus comandados, edificando sua policlínica e seu hospital-maternidade; criação da primeira escola de  automobilismo no Estado, hoje denominado Serviço de Transporte; criação de cursos de telefonistas e rádio-telegrafistas militares e criação de estações radiotelegráficas, que tornaram rápidas as comunicações entre o Quartel General e as unidades sediadas no interior paulista; estabelecimento de estações radiotelegráficas e ligações entre a Secretaria da Segurança e as Delegacias Regionais de Policia do Estado, as quais foram providas de pessoal técnico próprio formado pela corporação; entre outras realizações que resultaram no aprimoramento técnico daquela milícia estadual.
Em 26 de março de 1927, ao anunciar a homenagem que a oficialidade da Forca Pública ia prestar-lhe a 5 de abril, quando completaria trinta anos de oficialato e quarenta de serviços ao Estado, o "Correio Paulistano" assim se expressou:
Espírito persistente, vontade inabalável pela consciência que a inspira, inteligência vivaz são as virtudes de sua personalidade, que a conduzem sempre em suas ações de chefe. Fortalecido pela compreensão de que o homem, na sociedade, é um operário incansável na grande obra de engrandecimento da Pátria em que nasceu, o Cel. Pedro Dias de Campos, em sua árdua tarefa de condutor das nossas falanges guerreiras, manifesta-se o chefe militar de que a tropa é merecedora e o chefe digno do prestígio que o Estado em seus Poderes e a  Sociedade em sua admiração lhe conferem.
Deixou o comando da Força Pública em 22 de maio de 1928, substituído interinamente pelo coronel Alexandre Gama. Posteriormente foi efetivado naquele cargo o coronel Joviniano Brandão. Na sequência, o coronel Pedro Dias de Campos passou para a reserva militar.
Foi contrário à Revolução de 1930, apoiada pelo Partido Democrático em São Paulo, que consumou um golpe de estado no país ao depor o Presidente da República Washington Luís, e que levou ao mesmo cargo Getúlio Vargas, candidato derrotado nas eleições presidenciais de março de 1930. Apesar de ser militar da reserva e de não ter participado do conflito, foi preso pelas autoridades do novo regime e recolhido ao presídio político da Imigração. Foi ainda perseguido pelas autoridades do novo regime, subordinadas a Getúlio Vargas, em que boa parte eram “tenentes” da Revolução de 1924 e que encabeçaram a Revolução de 1930, os quais buscaram a apuração de supostos crimes de guerra e irregularidades praticadas pelo coronel na ocasião do conflito de 1924. O coronel chegou a ser denunciado perante o “Tribunal Revolucionário”, processado por supostos crimes de guerra quando na repressão aos rebeldes na Revolução de 1924. A imprensa apoiadora do regime na época costumava acusá-lo de variados crimes, exigindo a punição do coronel pelas autoridades revolucionarias. Porém, a Corte foi dissolvida alguns meses depois e os casos denunciados foram arquivados.
Em julho de 1932, com a deflagração da Revolução Constitucionalista, apresentou-se ao Quartel Geral da Força Pública manifestando sua adesão ao levante e oferecendo os seus serviços. Recebeu o comando do destacamento respectivo ao subsetor da região de Ourinhos, no oeste paulista, integrado ao Exército Constitucionalista da frente sul de combate. Ao longo de três meses em que atuou na resistência, repeliu sucessivas incursões das tropas governistas comandadas pelo major do Exército João Francisco Pereira de Souza. No final de setembro de 1932, participou pessoalmente do combate na região entre Ribeirópolis (atual Taguaí) e Piraju, onde foi ferido. Em outubro, já nos últimos dias do conflito, ainda continha as tropas governistas na altura do Rio Paranapanema e do Rio Pardo, na região dos municípios de Santa Cruz do Rio Pardo e Avaré. Com o fim da guerra foi preso e ficou recolhido na Casa de Correção da cidade do Rio de Janeiro, na seção da Sala da Capela.
Exerceu ao longo de sua carreira como oficial da Força Pública diversas funções de confiança e responsabilidade, entre elas, a de Assistente do Chefe de Polícia em 1896; Ajudante de Ordens do Comando Geral em 1902; Adjunto da primeira Missão Militar Francesa de Instrução em 1906; Missão de estudos da Força Pública na Europa, de 15 de abril a 16 de setembro de 1913; Diretor dos Cursos de Instrução Geral e Militar em 1918; Entrosamento da Força Pública com as autoridades sanitárias estaduais no combate à epidemia da Gripe Espanhola em 1918; Membro da Comissão Organizadora do Regulamento do Curso Especial Militar (primeira Escola de Oficiais) e das Escolas Regimentais destinadas a alfabetizar praças, em 1920; Recebimento e exame de armamento adquirido pelo Estado; e Oficial às ordens de altas autoridades nacionais e estrangeiras, civis e militares, em visita ao Estado, pois que dominava o idioma francês e o alemão, e regularmente o italiano e o espanhol.
Segundo o coronel da Força Pública José Hipólito Trigueirinho, seu comandado na corporação:
Como oficial, Pedro Dias de Campos teve, invariavelmente, uma única conduta: defensor intransigente da ordem constituída; atitude essa resultante do seu caráter, da sua lealdade, da sua cultura, da sua convicção de que sem ordem não pode haver trabalho, produção e prosperidade.
Fundou a primeira revista dedicada aos esportes no Brasil. Publicou onze livros dedicados a pesquisa histórica sobre São Paulo e a Força Pública, entre alguns, A Revolta de 6 de setembro e a ação de São Paulo, O Incola e o Bandeirante na História de São Paulo e O Espírito Militar Paulista. Deixou incompleto um décimo segundo dedicado à Revolução de 1924. Foi ainda autor de inúmeros regulamentos e publicações técnico-profissionais.
Era sócio do Instituto Histórico e Geográfico de São Paulo (IHGSP), desde 6 de agosto de 1909. Na entidade, realizou diversas atividades de pesquisa e várias publicações de artigos, como: A  gente sorocabana na revolução de 1842, Quem era o sorocabano Bento Manoel Ribeiro, A revolta da esquadra - 1893, Armas de guerra usadas no Brasil, A Força Pública do Estado de São Paulo, O Corpo de Bombeiros de São Paulo, Quartéis da capital de São Paulo, O mercado negro na era colonial, A cidade encantada do Sincorá, As minas de ouro do Jaraguá, Os tupiguaiá dos Andes e a sub-raça guaiani do Paraguai.
Foi ainda membro de Institutos Históricos de dez Estados Brasileiros. Foi ainda membro do Centro de Ciência, Artes e Letras de Campinas.
Recebeu diversas condecorações por governos estaduais, nacionais e estrangeiros, entre elas, a "Medalha Humanitária", ouro, da Associação Brasileira de Escoteiros e Governo do Estado de São Paulo, pelos serviços prestados ao Povo durante a  epidemia da gripe de 1918; "Palmas Acadêmicas", duas, de prata e de ouro, no grau de oficial, do Governo Francês; "Dragão  Verde", comendador, do Imperador do Anam (Indo-China); "Mérito Militar", ouro, do Governo Paulista; “Medalha da Legalidade" de ouro do Governo de São Paulo; "Cruz de  São Jorge", de prata, pelos serviços prestados ao escotismo; "Tapir de Prata", a mais alta e rara distinção escoteira que se concede no mundo; a "Medalha Ruy Barbosa", de bronze, concedida pelo Governo Brasileiro; "Medalha de Distinção", de ouro, da Federação Carioca de Esgrima; "Comendador de Nichan Ifiticáo", do Bei da Tunísia; e o  "Velho Lobo", de ouro, mérito escoteiro, pela Federação dos Escoteiros do Paraná e Santa Catarina.
Morreu em 5 de agosto de 1953, na cidade de São Paulo, após vários dias internado no Hospital da Cruz Azul, em decorrência de um derrame. Pouco antes do seu falecimento, recebeu os últimos sacramentos da Igreja pelas mãos do Capelão do Hospital da Cruz Azul. Foi sepultado ao lado de sua esposa Ercília De Campos, com amplas homenagens e honras militares, por seus colegas de corporação e amigos.
Relembrando o seu valor e o seu exemplo, o Governo do Estado de São Paulo publicou o Decreto nº 46.243-A, de 6 de maio de 1966, pelo qual instituiu na Policia Militar do Estado a "Medalha Pedro Dias de Campos", destinada a premiar os alunos que lograrem o primeiro lugar, no final de cada ano letivo, nos cursos de aperfeiçoamento de oficiais, de formação de oficiais, de oficiais de administração, de sargentos e de cabos.
Na cidade de Capela do Alto, vizinha a sua cidade natal, no ano de 1957 inaugurou-se o Grupo Escolar "Cel. Pedro D